# Fehérfarkú gnú
A fehérfarkú gnú (Connochaetes gnou) az emlősök (Mammalia) osztályának párosujjú patások (Artiodactyla) rendjébe, ezen belül a tülkösszarvúak (Bovidae) családjába és a tehénantilop-formák (Alcelaphinae) alcsaládjába tartozó faj.
Ez az antilop egyike a két gnúfajnak, a másik a csíkos gnú (Connochaetes taurinus). Az állatot először 1780-ban Eberhard August Wilhelm von Zimmermann német geográfus és zoológus írta le, illetve nevezte meg. Ennek a párosujjú patásnak az átlagos fej-teszthossza 170-220 centiméter között van, míg testtömege 110-180 kilogramm között mozog. A bika marmagassága körülbelül 111-121 centiméter, a tehéné 106-116 centiméter. Ezt az antilopot főképp a nevét adó fehér, a lóéhoz (Equus caballus) hasonló hosszú farka jellemzi. A testét borító szőrzete a sötétbarnától a feketéig változik. A felálló sörénye mellett a mellső lábai között, valamint a hasi tájéka felé hosszabb, sötétbarna szőrök vannak.
A fehérfarkú gnú kizárólag növényevő állat; étrendjét majdnem teljes egészében a perjefélék képezik. Az itatóhelyek közelsége létfontosságú a számára. Ennek az antilopfajnak a „társadalmában” három szociális réteg van: a tehéncsordák, az ifjú bikacsordák és az önálló területekkel rendelkező idősebb bikák. Igen gyorsan szaladó állat. Egymással testmutogatással és bőgőhangokkal kommunikálnak. A szaporodási időszaka februártól áprilisig tart. Körülbelül 8,5 hónapos vemhesség után a tehén általában egy borjúnak ad életet. A fiatal fehérfarkú gnú a következő év borjáig az anyjával marad. A nyílt térségeket és szavannákat, valamint a Karoo-i bozótost választja élőhelyéül.
A szóban forgó gnúfaj kizárólag az afrikai kontinens déli részein őshonos. A 19. században szinte teljesen kiirtották a faját; részben azért, mert kártevőnek vélték – mivel ugyanazt legelte, mint az ember szarvasmarhája –, részben a vadászata miatt – a bőréért és húsáért. A fehérfarkú gnút sikerült megmenteni és felszaporítani magánrezervátumokban, vadasparkokban és farmokon tartott állatokból. Ezek a példányok a Dél-afrikai Köztársaságból, Lesothóból és Szváziföldről származtak. Ezt az antilopfajt őshazáján kívülre, Namíbiába és Kenyába is betelepítették.

## Rendszertani besorolása, neve és evolúciója
A fehérfarkú gnú tudományos neve Connochaetes gnou. Először 1780-ban Eberhard August Wilhelm von Zimmermann német természettudós írta le és nevezte meg hivatalosan. Zimmermann a leírását az 1776-ban, Jean-Nicolas-Sébastien Allamand természetfilozófus által készített írásra alapozta. A Connochaetes megnevezés görög eredetű; κόννος (kiejtése: kónnosz) = „szakáll”, és χαίτη (kiejtése: khaítē) = „lógó haj”, „sörény” szavak összevonásából jött létre. A „gnú” név, amelyen ezt az állatot világszerte ismerik, a délnyugat-afrikai khoikhoi nyelvből származik, és ennek a fajnak a nevét jelenti. Más vélemény szerint a „gnú” szó a T'gnu-ból ered, mely nama nyelven az antilop bikájának hangkiadására utal, „gé-núú”. Az állatot az 1800-as években látták először, azon a helyen, ahol manapság a Dél-afrikai Köztársaság északi fele fekszik.
Manapság ugyanabba az emlősnembe van besorolva, mint a csíkos gnú. Korábban a rokonát a Gorgon nembe helyezték. Úgy tűnik, hogy a két gnúfaj körülbelül a pleisztocén kor közepén vagy vége felé vált szét; és 1 millió éve lettek önálló állatfaj. A földtörténeti időskála szempontjából ennek az állatnak a kifejlődése igen újkorinak számít.
A fosszilis leletek azt mutatják, hogy már az őseinek - Connochaetes gnou antiquus és Connochaetes gnou laticornutus - is megvoltak a nagy, görbült szarvai és a széles koponyája, melyekkel a bikák valószínűleg a területeiket védelmezték. A legősibb maradványokat az Oranje Szabadállam Cornelia nevű városa melletti kőzetekben találták meg; becslések szerint ezek a kövületek körülbelül 800 ezer évesek lehetnek. A Vaal folyó medencéjében is találtak kövületeket, azonban ezekről nem lehet tudni, hogy ugyanolyan idősek-e vagy esetleg idősebbek a corneliai maradványoknál. Ős fehérfarkú gnú szarvakat a dél-afrikai Hermanus homokdűnék mellett is találtak. Ez az utóbbi terület jóval délebbre van, mint a mai állat elterjedési területe; feltételezések szerint, e szarvak tulajdonosai a Karoo száraz félsivatagából vándoroltak a homokdűnékhez.

### Hibridek
Mivel viselkedési és elterjedési szempontból a két gnú igen eltér egymástól, a szabad természetben történő hibridizáció igen ritka, bár a fogságban tartott vagy ugyanabba a rezervátumba, vadasparkba zárt állatok között megtörténik. A hibrid példány az öszvértől eltérően általában ivarképes. A Dél-afrikai Köztársaságban lévő Spioenkop Dam Nature Reserve nevű vadasparkban végzett kutatások azt mutatták, hogy ezek a hibrid állatok testi rendellenességekben szenvedhetnek; ezek a rendellenességek a fogakban, a szarvakban és a koponyát összetevő egyes csontokban – wormian csontok – nyilvánulnak meg. A hibrid nagyobb méretű lehet a szüleinél. További betegségei: a fül felépítésének egyes elferdülései, valamint az összeforrt orsócsont (radius) és singcsont (ulna).

## Előfordulása

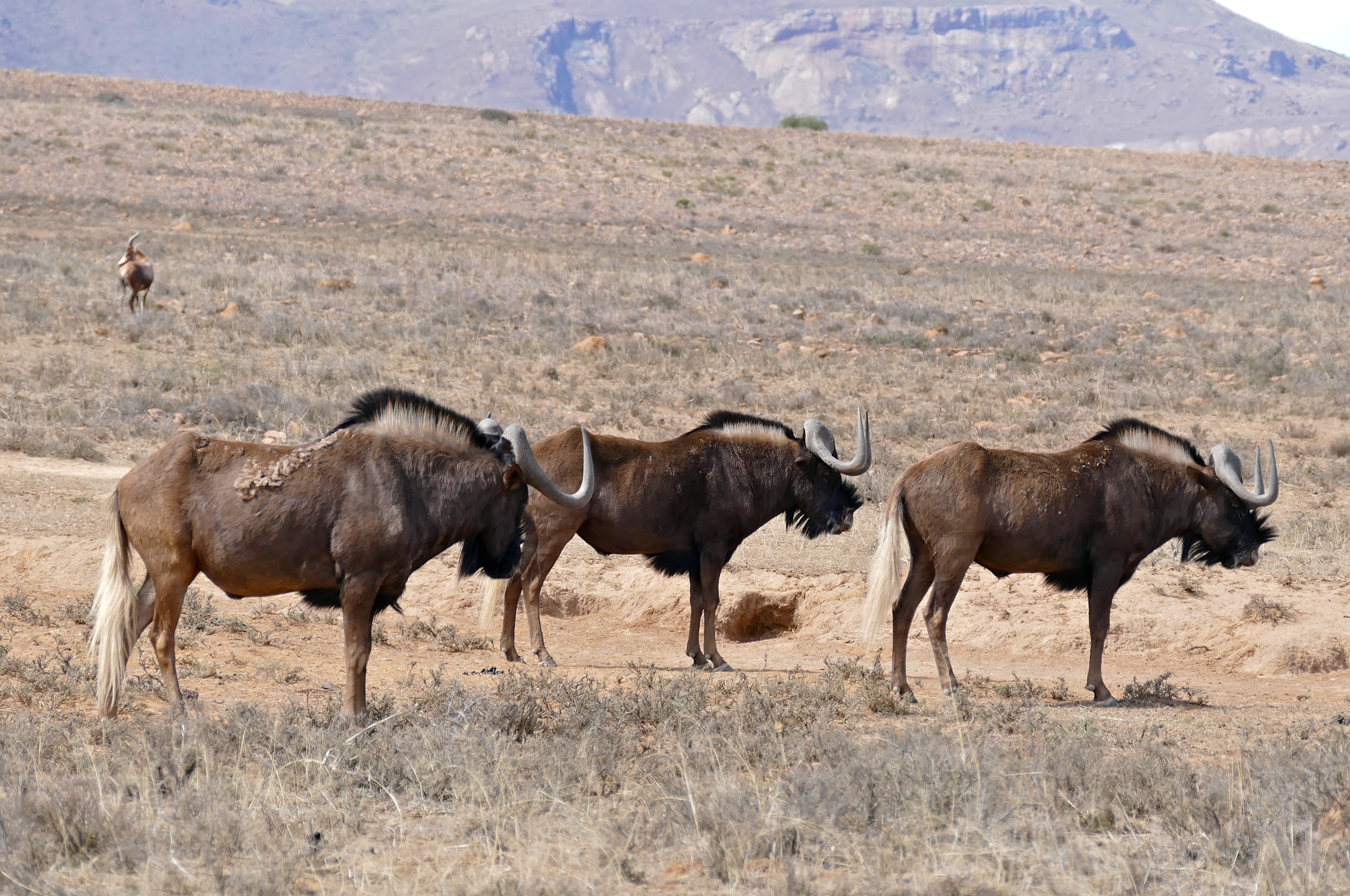
Az eredeti élőhelyei efféle délkelet-afrikai magasföldek voltak

A fehérfarkú gnú előfordulási területe kizárólag Dél-Afrikára korlátozódik. A korábbi természetes elterjedési területe magába foglalta a Dél-afrikai Köztársaság nagy részét, valamint Lesothót és Szváziföldet; azonban a két utóbbi országból a mértéktelen vadászat következtében a 19. század során teljesen kiirtották. Azóta újból visszatelepítették e két kis országba a fehérfarkú gnút, továbbá Namíbiába is bevitték. Ezek a betelepített állatok manapság életképes állományokat hoztak létre.
A kedvelt élőhelyei a nyílt szavannák és mezők, valamint a Karoo térség bozótosa. Jól tűri a sziklás hegységeket és hullámzó dombvidékeket is. Ezeken a fennsíkokon a tengerszint feletti magasság 1350-2150 méter között szokott lenni. A csordák, ha lehetőségük van hozzá, akkor nomád, vándorló életmódot folytatnak, bár a kifejlett bikáknak általában 1 négyzetkilométeres területeik vannak, melyet nem hagynak el. A tehéncsordák körülbelül 100 hektáros területen belül mozognak. Régen, mikor még szabadon mozoghattak, a fehérfarkú gnú a száraz téli hónapokat Dél-Afrika keleti magasföldjein, míg az esős évszakot a Karoo térségben töltötte; e két fő terület között tették meg vándorútjaikat. Manapság, miután majdnem teljesen kiirtották a bőre miatt, és a megmaradt állatok fogságban élnek, ezek a történelmi vándorutak teljesen megsemmisültek. A legtöbb rezervátumban, ahol megtalálható a fehérfarkú gnú, a fehérpofájú lantszarvúantiloppal (Damaliscus pygargus phillipsi) és a vándorantiloppal (Antidorcas marsupialis) társul.

## Megjelenése

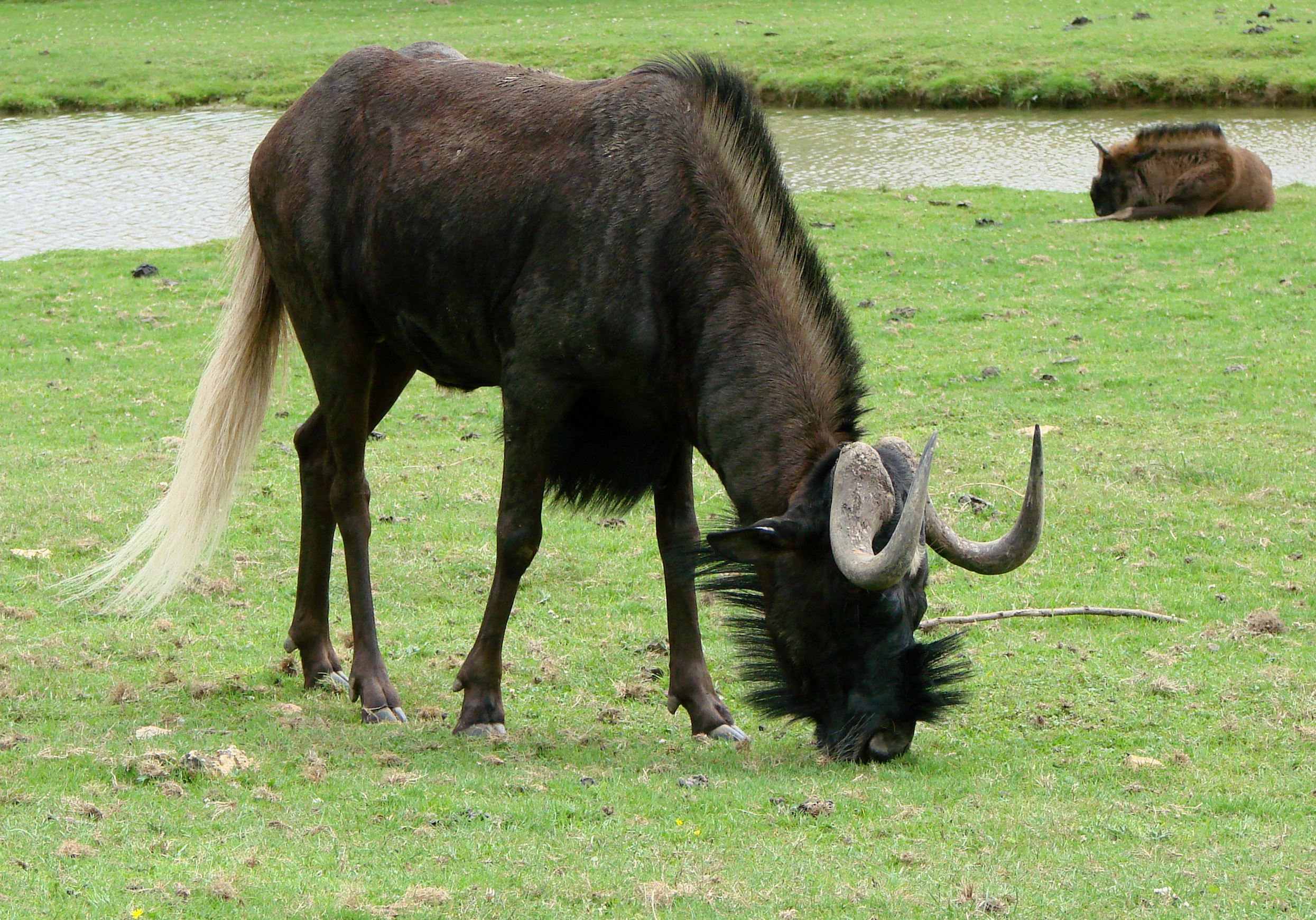
Fekete színű példány

A fajon belül jelen van a nemi kétalakúság, hiszen a tehén kisebb és karcsúbb testfelépítésű, mint a bika. Az állat fej-törzs-hossza átlagosan 170-220 centiméter. A bika marmagassága 111-121 centiméter, míg a tehéné 106-116 centiméter. A bika testtömege átlagosan 140-157 kilogramm közötti; a kisebb tehéné 110-122 kilogramm között mozog. A ló farkához hasonló hosszú farka 80-100 centiméteres lehet. Mivel fehér a farka, az állat erről kapta a nevét; a rokon csíkos gnú farka fekete színű és bojtosabb végű, nem ennyire lószerű.
A fehérfarkú gnú barnásfekete vagy fekete bundája sűrű szőrcsomókkal borított. A szőrzete nyáron világosabbá, míg télen durvább tapintásúvá és vastagabbá válik. Az újszülött borjú fakó barna. A bika sötétebb a tehénnél. A sűrű, fehéres-krémszínű, sötét végű sörénye a legtöbb csíkos gnú-alfajtól eltérően nem alálóg, hanem felmered. Széles pofáján és az állkapcsa alatt durvább fekete szőrök lógnak. A mellső lábai között és a hasa felé is láthatók hosszabb, sötét szőrök. Háta egyenes, azaz a far és a mar tája egy magasságba esik. A nyaka vastag. A szemei kicsik és gombszerűek.

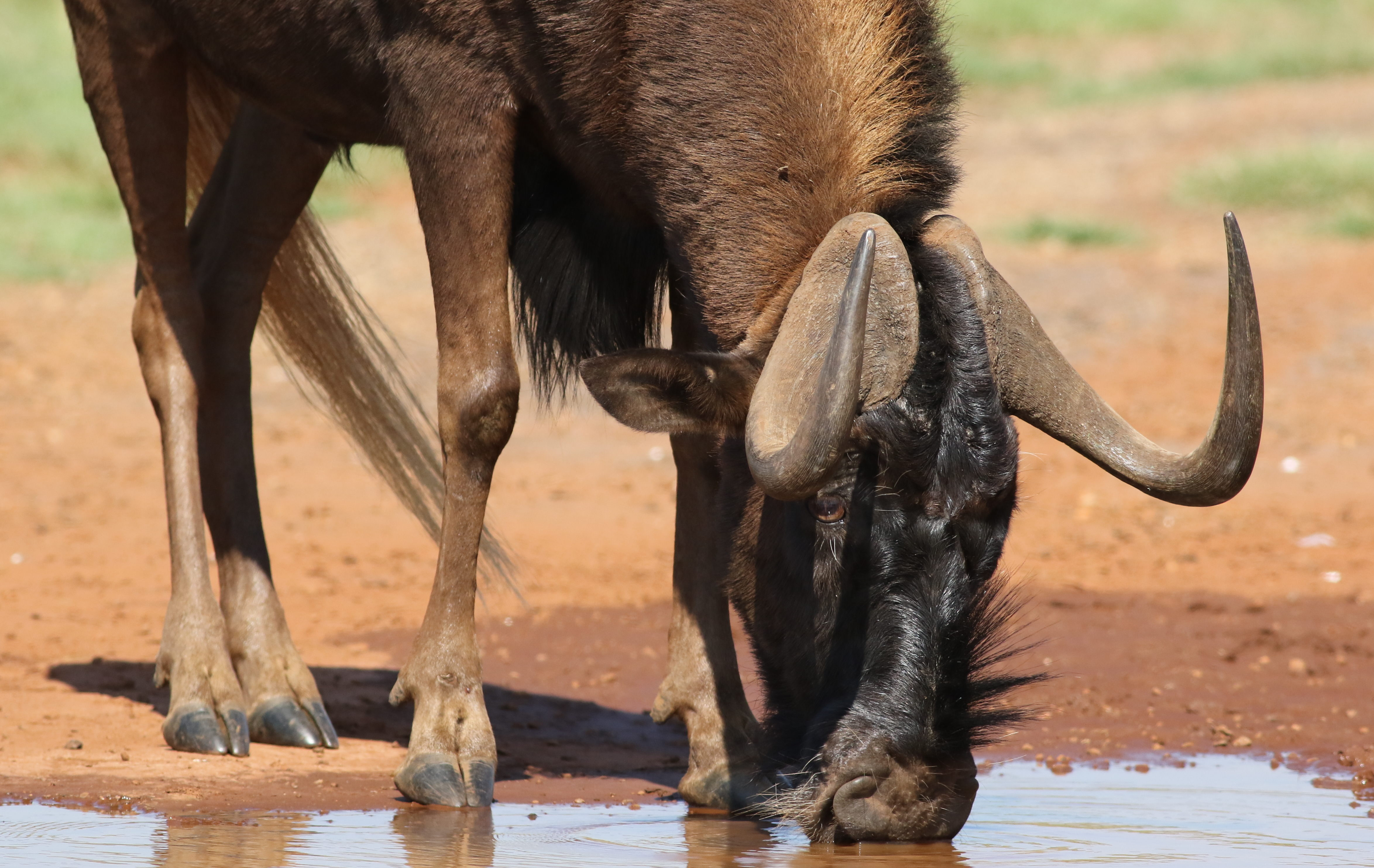
A fehérfarkú gnú szarva előbbre mutat, mint a csíkos gnúé

Mind a két nemnek 90 fokos szögben előre, majd felfelé hajló szarva van. Szarvának formája a keleti pézsmatulokéra (Ovibos moschatus) emlékeztet és legfeljebb 78 centiméter hosszú. A szarv növekedése elég különös módon megy végbe. A növekedésnek induló szarv hegye először egyenesen felfelé irányul, később oldalra hajlik, mivel a szarv belső oldala gyorsabban növekszik, mint a külső. A bika szarva a tövénél szélesebb és lapítottabb, ezzel pajzsot képez a koponyának. A tehén szarva rövidebb és keskenyebb. A tehén szarva 3 éves korában éri el a teljes méretét, míg a bika esetében ez a 4. vagy 5. életévében következik be. Ennek az állatfajnak általában 13 darab hátcsigolyája van, bár találtak már 14 hátcsigolyás példányokat is; ez arra enged következtetni, hogy a fehérfarkú gnú mint faj hosszabbodási folyamaton megy át. A szemei előtt, a szőrcsomók alatt és a hátsó lábain vastag anyagot termelő szagmirigyek találhatók. A tehénnek két csecsbimbója van. A két gnúfajt farkának alakja és színezete, valamint a szőrzet színezete és a testmérete alapján lehet megkülönböztetni; a szóban forgó gnú kisebb a nála jóval ismertebb rokonánál.
Habár olyan térségben él, ahol a hőmérsékletingadozás nagymértékű, a fehérfarkú gnú állandó testhőmérsékletet tud fenntartani. Mivel forró és gyakran árnyék nélküli területeken él, úgy fejlődött, hogy a Nap káros sugárzásai ne ártsanak neki. A borjú magas vörösvérsejt szinttel születik, és ez egyre csak növekszik, a 2-3 hónapos koráig; ettől eltérően a fehérvérsejtek szintje alacsony, és az állat egész életében csökkenni fog. A neutrofil granulociták száma magas az élete egész során. A hematokriták és hemoglobinák szintje esik az állat első 20-30 napjában. Minden efféle esés és növekedés csúcsai az antilop második vagy harmadik hónapjáig történik, aztán pedig alábbhagy, míg az idős állatnál a változások nagyon alacsony szintűek. Az erős izmainak – melyeknek működése nagy mennyiségű oxigént igényel -, köszönhetően a fehérfarkú gnú igen gyorsan és ügyesen mozog. Hosszú távon gyors futásra is képes, mielőtt kimerülne.

## Életmódja

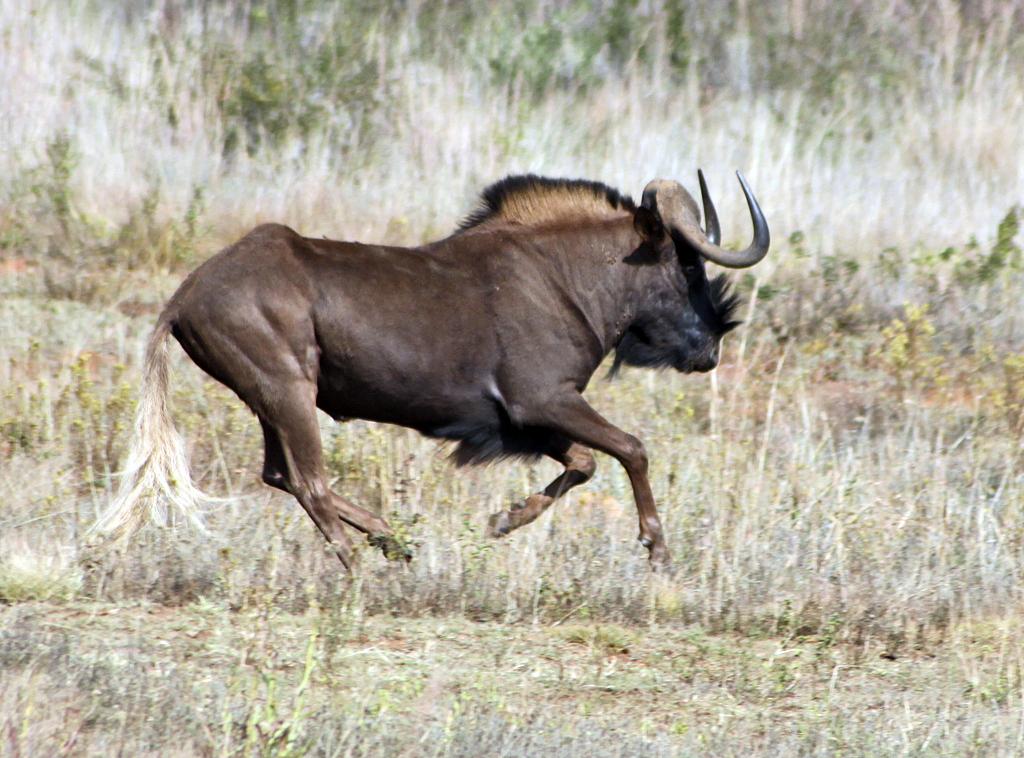
Ez az állat, mint sok más antilopfaj, igen gyors futásra képes

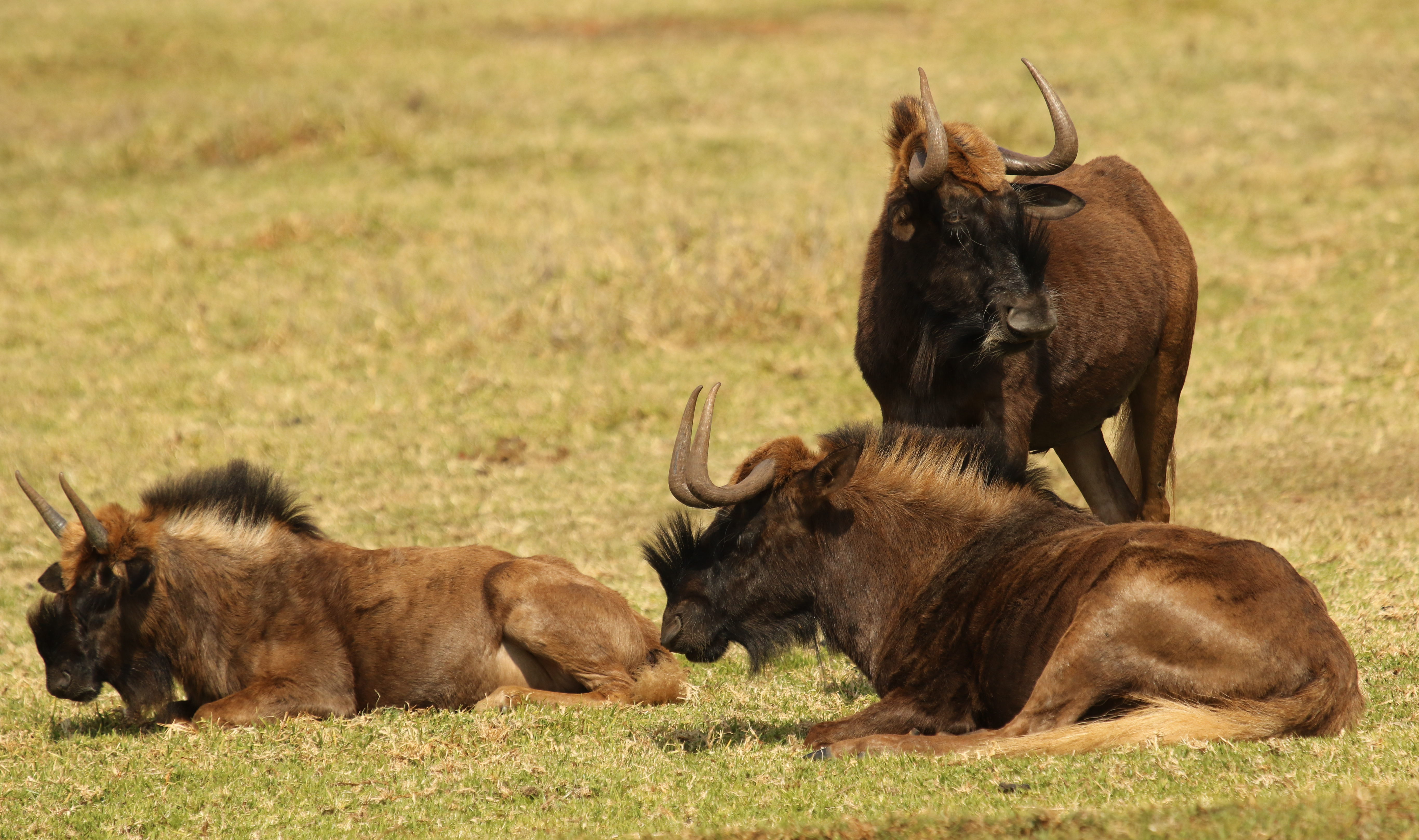
Kisebb csorda a Krugersdorp vadasparkban

Az állat főleg kora reggel és késő délután tevékeny, a nappal forró szakaszát pihenéssel tölti. Gyors futó; csúcssebessége elérheti a 80 km/h-t is. Mikor valaki néhány százméteres távolságban megközelít egy fehérfarkú gnúcsordát, az állatok fújóhangokat hallatnak és hirtelen futásnak indulnak, de rövid táv után megállnak és megnézik, hogy az „ellenség” mit csinál, követi-e vagy sem. Ha az illető tovább közelít, akkor a gnúk többször is tovább állnak, illetve hátranéznek. Az antilopok egymás közt feromonok használatával – melyeket a Flehmen-reakció közben a vomeronazális szerv segítségével érzékelnek -, valamint hangkiadásokkal kommunikálnak. A fehérfarkú gnú egyik hangja fémes orrhang, míg egy másik visszhangzó csukláshang; ezek akár 1500 méteres távolságba is elhallatszanak. A legfőbb természetes ragadozói: az oroszlán (Panthera leo), a foltos hiéna (Crocuta crocuta), a hiénakutya (Lycaon pictus), a leopárd (Panthera pardus), a gepárd (Acinonyx jubatus) és a nílusi krokodil (Crocodylus niloticus). A borjakra főleg a hiénák, míg a felnőttekre az oroszlánok vadásznak.
Mint számos más antilopfaj, a szóban forgó állat is csordákban él. A „társadalmuk” háromféle típusú lehet: tehéncsordák, melyekben felnőtt tehenek és borjaik vannak; a terület nélküli fiatal, nagyjából egyéves bikákból és a területét vesztett, kiöregedett bikákból álló csordák, és a területtel rendelkező, jó erőben levő bikák. A tehéncsordák egyedszáma változó, általában 14-32 fő között mozog. Ha muszáj – mivel kisebb területen élnek –, vagy bőséges a táplálékforrás, akkor ennél jóval nagyobb létszámú csordák is létrejönnek. Az egy csordába tartozó tehenek jól megférnek egymással, mivel többség valamilyen szinten rokon a többivel. A nagy csordák gyakran feloszlanak kisebbekre. A legkisebb borjak anyjuk mellett maradnak, azonban a nagyobbak a tehéncsordákon belül saját borjúcsordákat alkotnak. A csordán belül jól meghatározott ranglétra van, és a tehenek agresszívan viselkednek azokkal a kívülállókkal szemben, amelyek csatlakozni szeretnének a csordához. Az anyaállat általában elűzi maga mellől a múltévi borját, mielőtt életet adna a következő borjának. A borjak elhalálozási rátája megnövekszik, miután megtörténik az elválasztás, amikor a borjak többet nem élvezik anyjuk védelmét. Az elválasztás ellenére egyes nagyobb bikaborjak még egy ideig a tehéncsordával maradnak, de a többség a fiatal bikacsordákhoz szegődik. A bikacsordák eléggé lazák, a bennük levő állatok nem kötődnek egymáshoz. A hozzájuk való csatlakozás is könnyebb, mivel nem tanúsítanak agresszív viselkedést a jövevényekkel szemben. A bikacsordák nagyobb távokat járnak be, és menedékhelyet biztosítanak az olyan bikáknak, melyek elvesztették a területeiket, illetve közülük kerülnek ki a következő erős területvédő bikák, amelyek újabb borjakat fognak nemzeni.
A kifejlett, területtel rendelkező bika nem lehet fiatalabb négyévesnél. A sikeres bika területét tehéncsordák szokták meglátogatni. A bika a területét egész évben védelmezi. Ahol több fehérfarkú gnú is található, a területvédő bikák között 100-400 méteres távolság szokott lenni. A területek méretét főleg az élőhelyek minősége határozza meg. A nagyon gazdag élőhelyeken a bikák közti távolság akár 9 méterre is csökkenhet, míg a szegényes élőhelyeken a bikák területe 1600 méterre is kiterjedhet. Minden bika területének a közepén van egy ürülékkupac, ahol mutogatja magát, illetve hangkiadásokkal vonzza magához a teheneket. Az önmutogatás közben a fehérfarkú gnú a szarvaival és patáival kaparja a talajt, abba belefekszik és vizel. Ezek a tevékenységek a tehenek odacsalogatását és a más bikák elriasztását célozzák. Mikor két bika találkozik, előbb megpróbálják egymást elijeszteni, hogy elkerüljék a küzdelmet. Néha legelni kezdenek egymás mellett, hogy azt mutassák, mennyire nem félnek a másiktól, vagy ide-oda lóbálják fejüket. Néha egymást vizeletét mérik fel. Ha ezek a tevékenységek nem riasztották el az ellenfelet, akkor a bikák körbejárják egymást, és végül összecsapnak. A döfés kétféle lehet: könnyed, melyben a bikák lábon állva összeérintik a fejüket, illetve szarvaikat; valamint határozott, melynek során a bikák mellső lábukra térdelnek, hogy nehezebben legyenek elmozdíthatók.
Az állat akár 20 évig is élhet.

### Táplálkozása
A fehérfarkú gnú legelő állatfaj. Táplálékát főleg a rövid füvek képezik, de étrendjét kiegészítheti más lágy szárú növényekkel és bozótosok leveleivel is. Ha nincs elég fű, akkor a bokorevés kiteheti táplálékának a 37%-át is. De ha megfelelő a terület a számára, akkor táplálékának a 90%-át füvek képezik. A víz nagyon szükséges számára, bár megélhet néhány napig ívás nélkül is. Legelésközben a csorda tagjai vonalban, vagy laza szétszóródásban haladnak, általában mindig ugyanabba az irányba. A fehérfarkú gnút, mint sok más nagytestű növényevő állatot a pásztorgém (Bubulcus ibis) kísér; ez a madár vagy az állatok bőréről szedi le a kullancsokat, vagy az emlősök által felriasztott rovarokat kapja el a fűben.

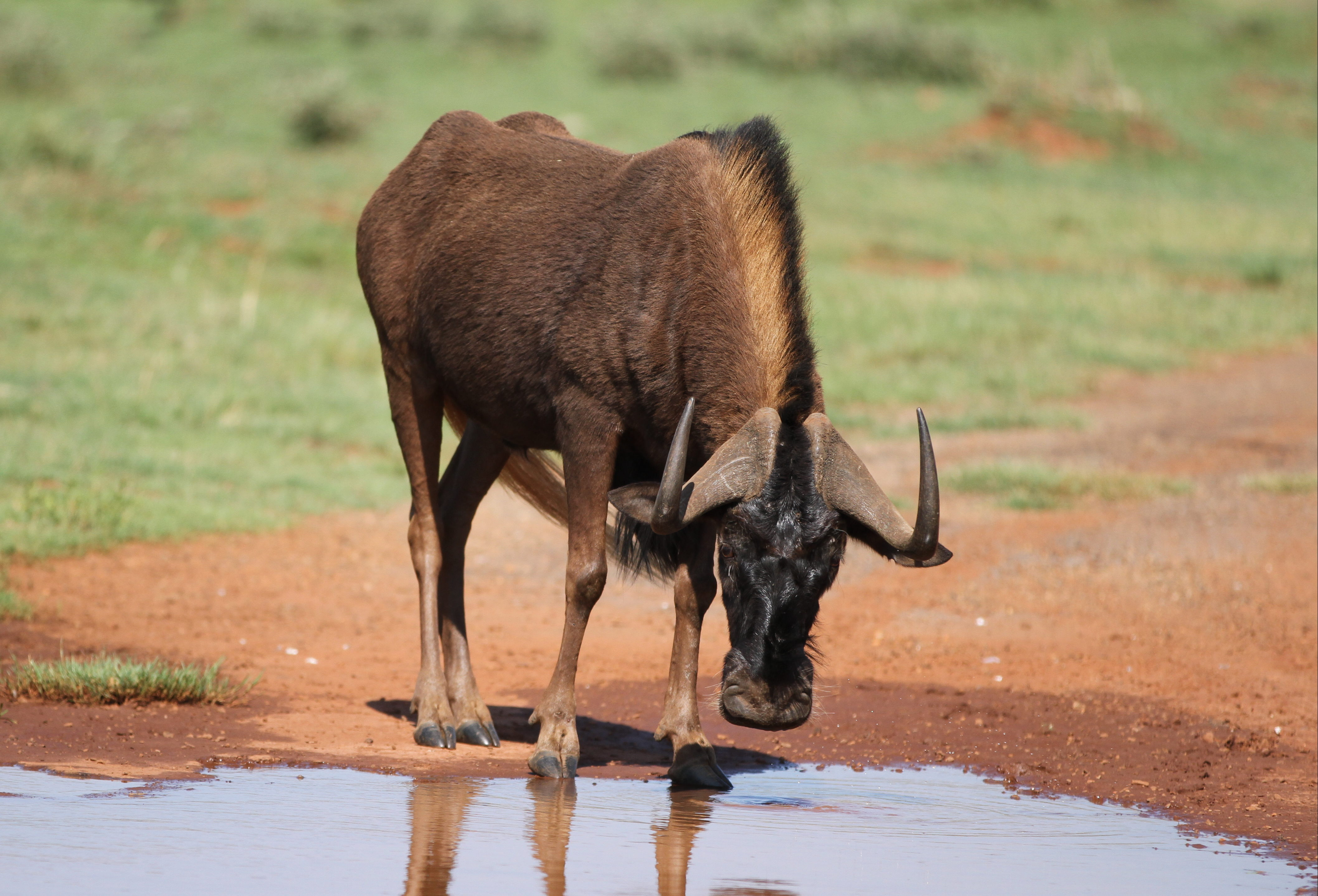
Ha lehetősége van, akkor naponta iszik

Mielőtt az európaiak ebbe a térségbe érkeztek volna, ez az antilop nagy területeket járt be. Az esőzésekhez időzített vándorlásai voltak. Sohasem tett meg olyan nagy vándorutakat, mint a közismertebb rokona, a csíkos gnú, azonban ősszel keletre vonult, átkelve a Drakensbergen, hogy jobb legelőkre jusson. Tavasszal fordított irányba, azaz nyugat felé indultak, akár a magasföldekig, hogy a Karoo térség bőséges növényzetéből táplálkozzanak. Egyes történelmi csordák észak-déli irányba vándoroltak, hogy eljussanak a Vaal folyón túli friss füvű legelőkre. Amikor a füvek elszáradnak, akkor más növények friss hajtásaival táplálkozik. Manapság majdnem az összes fehérfarkú gnú magán vadasparkokba, rezervátumokba és farmokba vannak bezárva, így a régi útvonalaik megsemmisültek. Nagy utakat megtevő fehérfarkú gnúcsordák már nem léteznek.
Egy kutatás keretében, mely olyan fehérfarkú gnú teheneket figyelt meg, melyeknek nem állt árnyék a rendelkezésükre, azt mutatta, hogy az állatok főleg éjszaka legelnek. Ez a kutatás egy évig tartott, és benne megfigyelték, amint a hőmérséklet egyre forróbbá vált az év során, annál több állat tért át az éjszakai táplálkozásra. A hűvösebb időben a gnú pihenéskor lefekszik, azonban a forró-tűző napon inkább lábon állva pihen.

### Betegségei és élősködői
A fehérfarkú gnú különösen érzékeny a lépfenére (anthrax). Habár ritkán üti fel a fejét, a lépfenejárvány széleskörű és halálos kimenetelű lehet. Az ataxia, mely az izommozgások koordinációjának zavarából adódó bizonytalan és ügyetlen mozgást okoz, összefügg egy a gerincvelőt érintő idegzeti hiányossággal; szintén ennél az állatnál észrevették a máj alacsony réztartamát. Az Ehrlichia ruminantium nevű baktérium, melyet a kullancsok (Ixodidae) adnak át, rickettsiális betegséget okoznak. Ez a betegség a fehérfarkú gnúnál úgy nyilvánul meg, mint a csíkos gnú esetében a keleti marhavész és a száj- és körömfájás; egyébként a fehérfarkú gnú is elkaphatja a csíkos gnú betegségeit. Mindkét gnúfaj hordozója lehet az Alcelaphine gammaherpesvirus 1, valamint az Ovine gammaherpesvirus 2 nevű herpeszvírusnak, melyek halálosak a szarvasmarhákra nézve. Ezeket a vírusokat az anyaállat adja át borjának, amikor is vemhes vele vagy éppen megszületett; a gnúknak ezek a vírusok nemigen ártanak.
Amint a másik gnú, a fehérfarkú faj is számos külső és belső élősködőnek a gazdaállata. A dél-afrikai köztársasági Kelet-Fokföld tartományban lévő Karroid Mountainveldnél egy kutatás során, észrevették az Oestrus variolosus és a Gedoelstia hässleri bagócslégylárvákat. Ezek a bagócslegyek az állatok orrában tartózkodnak, és a kutatók mindenféle fejlődési stádiumban megtalálták. Számos, első stádiumában levő G  hässleri lárvapéldányt találtak a gnú borjak agyhártyájának legkülső burkán. Az agyhártyán főleg júniusban és augusztusban tartózkodnak, később az orrlyukakba költöznek. A folytonos rühösség járványok nagymértékű szőrhullást eredményeznek. Mikor a két gnúfajnál elvégezték az első Protozoa-kutatást, a bendőben (rumen) 23 különböző fajt fedeztek fel. Ezek közül kettő, a Diplodinium bubalidis és az Ostracodinium damaliscus mindkét gnúnál nagy számban fordul elő.

## Szaporodása
Ennek az antilopnak a bikája háromévesen éri el az ivarérettséget, azonban a fogságban tartott példányok esetében ez hamarabb is bekövetkezhet. A tehén akár egyévesen is ivarképes lehet, azonban kétévesen szokott szaporodni először. Évente csak egyszer szaporodik.

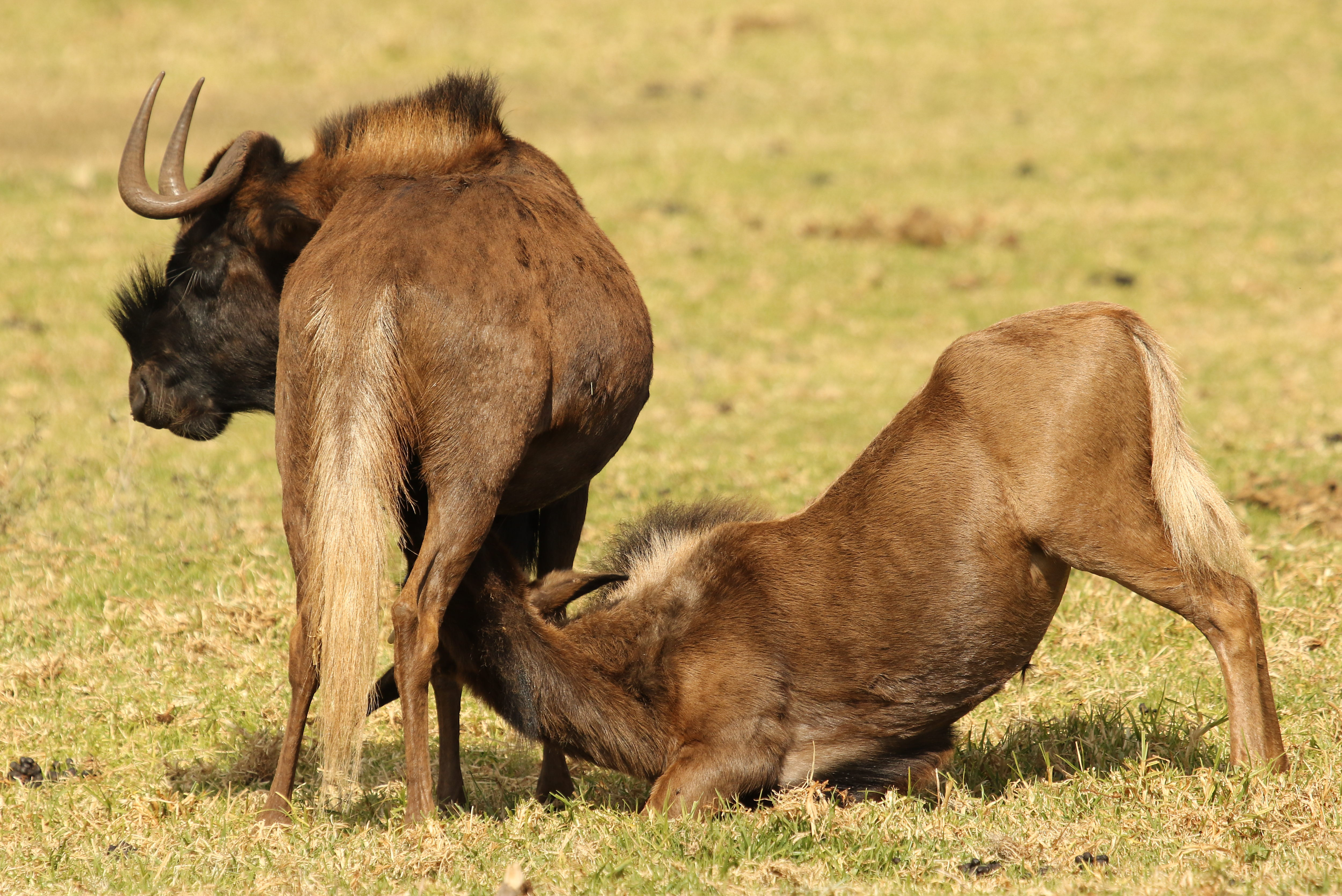
Nagyobb borját szoptató fehérfarkú tehén (Dél-Afrika)

Egy területvédő bika kialakít magának egy háremet, melyet hevesen védelmez más bikákkal szemben. A szaporodási időszaka az esős évszak végén kezdődik, és néhány hétig tart, február és április között. Amikor a háreméből egy tehén párosodni akar, akkor a bika csakis rá összpontosít; nem egyszer, hanem többször is párzanak. A párzások közben a bika gyakran szagolgatja a tehén vizeletét, valamint leeresztett fülekkel hozzá-hozzá ér a tehén farához. Ekkortájt a tehén felemeli vagy félretolja farkát, vagy néha pofán legyinti a bikát vele. Miután befejezték, a tehén általában odébbáll, de egyes példány a bika mellett marad és ő kezdi szagolgatni a területvédő farát. A szaporodási időszak alatt a bika nemigen táplálkozik, emiatt a vége felé legyengül. A kutatók ennél a fajnál is megfigyelték a homoszexuális viselkedést, melyben a bikák párosodni próbálnak egymással.
A vemhesség általában 8,5 hónapig tart; ennek végén az anyaállat egy borjat hoz világra. Az ellés folyamatán áteső tehén a csordával marad. Az ellés a rövid fűben történik, amikor a tehén éppen fekszik. Miután kijött a borjú, a tehén hirtelen feláll, hogy elszakadjon a köldökzsinór (funiculus umbilicalis). Ezután odaadóan elkezdi nyalni borját, valamint megeszi a hátramaradott méhlepényt (placenta). Habár a mai állatok különböző térségbeli vadasparkokba és farmokba vannak bezárva, a tehenek 80%-a ugyanabban a két-három hétben ad életet borjának. Ez az esős évszak kezdetén, november közepétől december végéig tart. Az évszakos szaporodást az európai állatkertekben tartott fehérfarkú gnúk is betartják. Eddig ikerellést még nem figyeltek meg ennél a fajnál.
Az újszülött borjú rozsdás-barna színezetű, kócos szőrzetű és körülbelül 11 kilogrammot nyom. Életének negyedik hete végén kinő a négy szemfoga, és nagyjából ugyanekkor megjelennek a fején a kis dudorok, melyekből később a szarvak nőnek. A fiatal gnú ötödik hónapos korában a szarvai már 200-250 milliméteresek. Nyolc hónapos korára pedig jól kifejlődtek. Születése után perceken belül a kis gnú lábra áll, később pedig szaladni is képes. Életében ekkor van a legnagyobb veszélyben. Az anyaállat 6-8 hónapig szoptatja borját, azonban a borjú már négyhetes korában kóstolni kezdi a füveket. Az anyja a következő borjáig a fiatal gnú mellett marad.

## A fehérfarkú gnú és az ember

### Veszélyeztetettsége és védelme

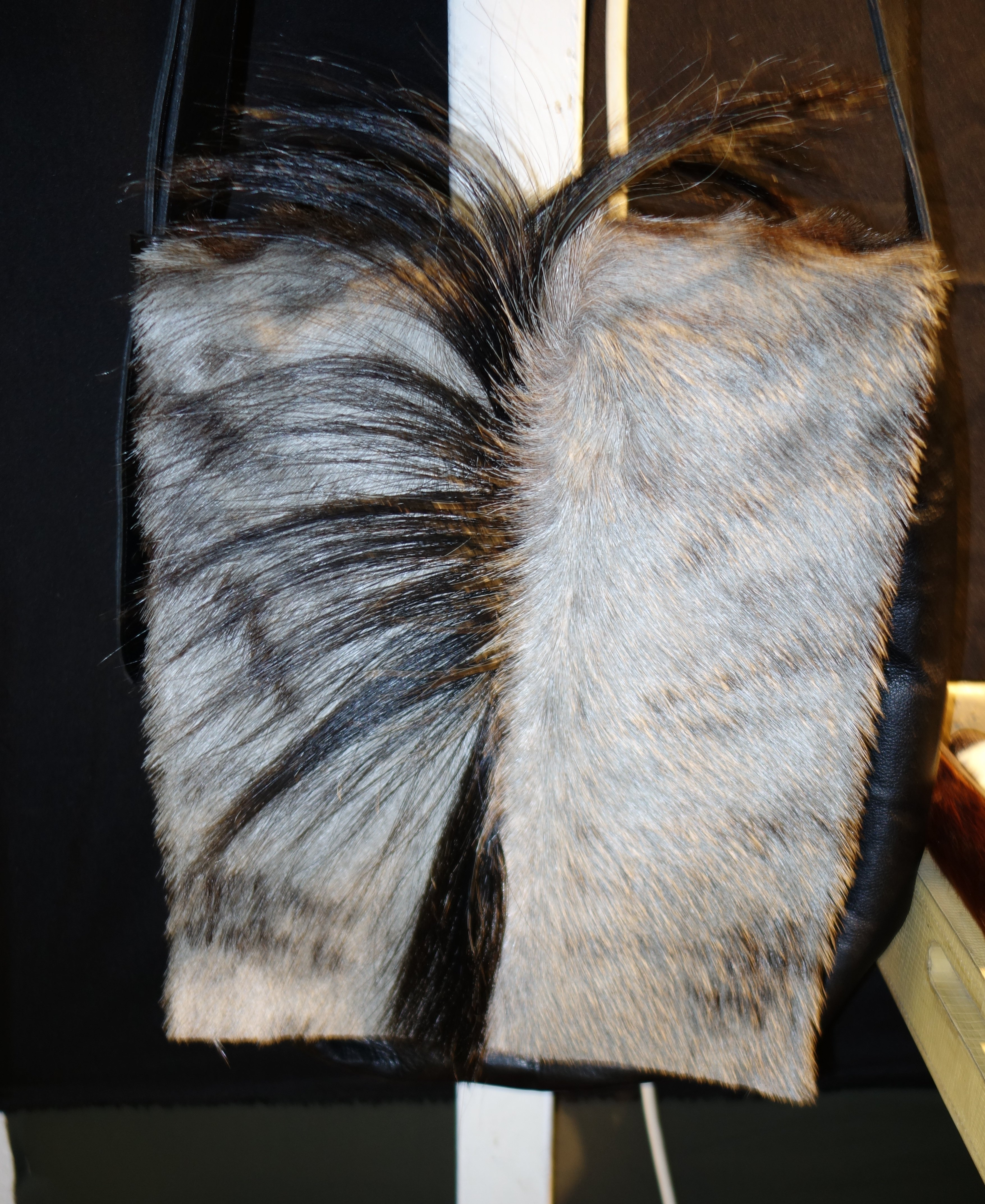
Táska gnú bőrből

Ahol a két gnúfajt egy helyen tartják, hibrid állatok is megjelennek, és mivel ezek ivarképesek, mindkét gnúfajnak a génállományát károsítják. Korábban, mielőtt a fehér ember Dél-Afrikába érkezett volna, hatalmas csordákat alkotott ez az antilopfaj. Azonban az ember a 19. század végére majdnem teljesen kiirtotta; csak kevesebb mint 600 példány maradt életben. A mai állatok azon kevés fehérfarkú gnúnak a leszármazottai, melyek magán vadasparkokban és állatkertekben éltek. Azok felszaporításával sikerült megmenteni a fajt.
A mai világszintű állományt körülbelül 18 ezer főre becsülik; ezekből 7000 állat Namíbiában, különböző farmokon él – Namíbia egyébként nem tartozik az ősi előfordulási területe közé. Eme gnúk 80%-a magántulajdonban levő területeken él, csak 20%-a található meg a hivatalos rezervátumokban. A megfigyelések szerint az állományok növekedésnek indultak, főleg azok, amelyek valakinek a tulajdonai; emiatt a Természetvédelmi Világszövetség (IUCN) Nem fenyegetett fajnak minősíti a fehérfarkú gnút. A namíbiai betelepítés annyira sikeres volt, hogy 1982-ben 150 példányból 1992-re 7000 fős állomány jött létre.

### Felhasználása és az emberrel való kapcsolata
Ez az antilop rajta van a Dél-afrikai Köztársasághoz tartozó Natal tartomány címerén. Az évek során a közigazgatás többször is ábrázoltatta ezt az állatot a postabélyegeken, továbbá az öt dél-afrikai rand értékűn is fehérfarkú gnú látható.
Habár manapság már nem fordul elő, az egykori történelmi elterjedési területén korábban ebben a térségben ez a növényevő állat a leggyakoribb zsákmánynak számított. Talán a helybéli oroszlánoknak a főfogása volt. Manapság közgazdaságilag igen fontos szerepet töltenek be, mivel sok turistát vonzanak azokhoz a farmokhoz és vadasparkokhoz, ahol vannak. Mivel megint elszaporodtak, egyeseket újból leölnek bőrükért és húsukért; bár mint a csíkos gnú esetében, a húsa száraz, kemény és rágós; viszont a bőre értékes. A gnú húsát megszárítják, és biltongot készítenek belőle – ez a dél-afrikai bennszülött konyha egyik kedvelt része. A tehén húsa puhább, mint a bikáé, főleg ősszel. A fehérfarkú gnú tízszer több húst ad, mint a Thomson-gazella (Eudorcas thomsonii). A hosszú, selymes farkszőrzetéből légyhessegetőt készítenek.
A fehérfarkú gnú az embernek árthat is; például vetélytársa a legelőkön és az itatóhelyeken az emberek szarvasmarháinak. Továbbá különböző betegségeket adhat át a háziállatoknak. A szarvasmarhacsordákban terjeszthetik a keleti marhavészt, valamint a kullancsokat, a fonálférgeket, a galandférgeket (Cestoda), légy lárvákat és a valódi mételyek közül a Paramphistomum-fajokat.

## Fordítás
- Ez a szócikk részben vagy egészben  a   Black wildebeest című angol Wikipédia-szócikk ezen változatának fordításán alapul.  Az eredeti cikk szerkesztőit annak laptörténete sorolja fel. Ez a jelzés csupán a megfogalmazás eredetét és a szerzői jogokat jelzi, nem szolgál a cikkben szereplő információk forrásmegjelöléseként.
- Ez a szócikk részben vagy egészben  az   Alcelaphinae#Extinct alcelaphines című angol Wikipédia-szócikk ezen változatának fordításán alapul.  Az eredeti cikk szerkesztőit annak laptörténete sorolja fel. Ez a jelzés csupán a megfogalmazás eredetét és a szerzői jogokat jelzi, nem szolgál a cikkben szereplő információk forrásmegjelöléseként.